# Справочник Харрисона по внутренним болезням

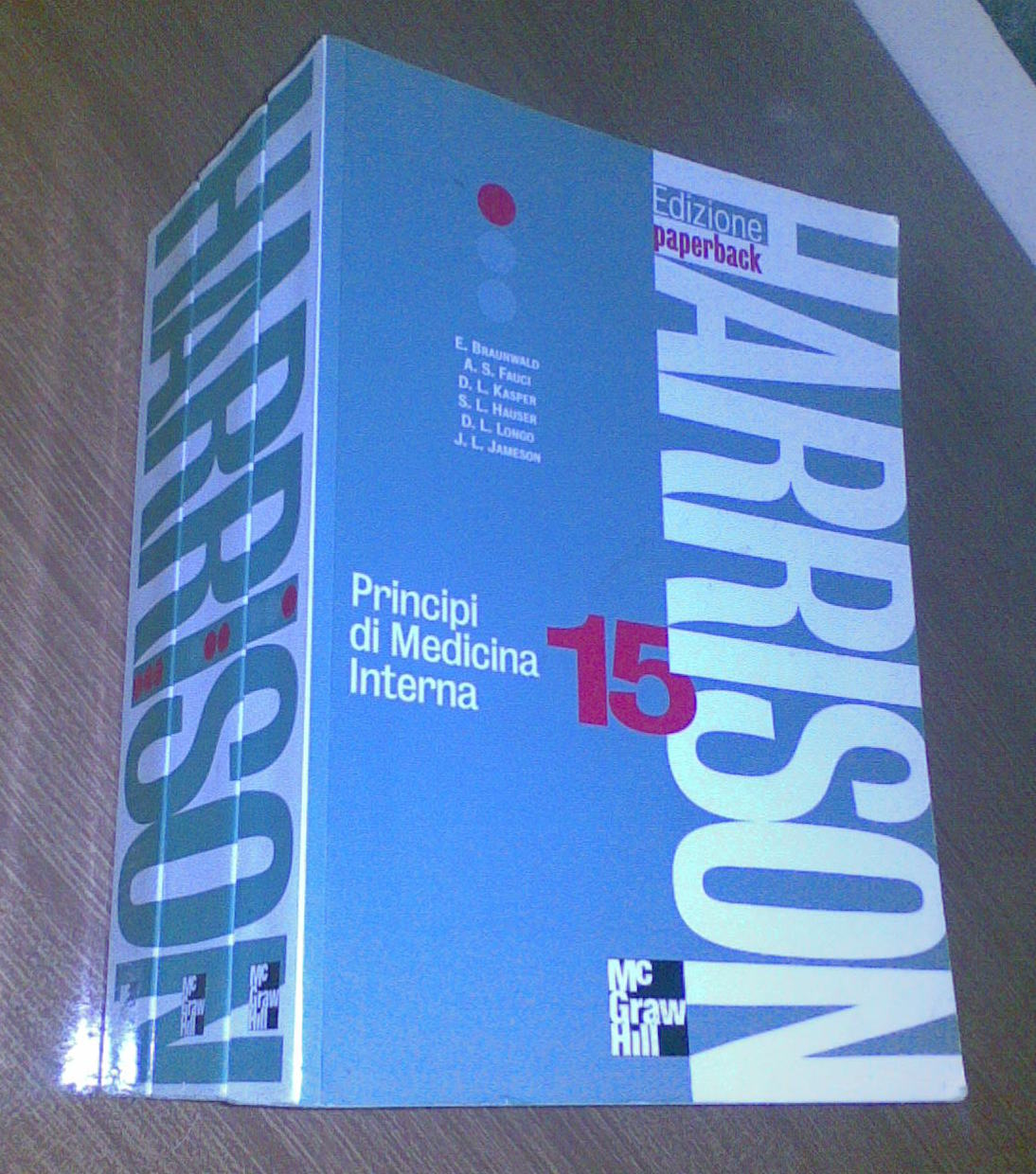
Harrison’s Principles of Internal Medicine на итальянском

Справочник Харрисона по внутренним болезням (англ. Harrison’s Principles of Internal Medicine) — американское пособие по внутренней медицине. Впервые издано под редакцией Тинсли Харрисона в 1950 году.

## Описание
В труде рассмотрены основные аспекты профилактики, диагностики и лечения заболеваний терапевтического профиля. Отдельные разделы посвящены генетическим, психическим и профессиональным заболеваниям.
В августе 2011 года вышло 18-е издание пособия. Предыдущие версии переведены на более чем 15 языков, среди которых сербский, японский, турецкий, арабский, китайский, французский, итальянский, корейский, украинский. Редакторами 19-го издания являются: Dennis L. Kasper, Anthony S. Fauci, Stephen L. Hauser, Dan L. Longo, J. Larry Jameson, Joseph Loscalzo.

## Редакции по годам
1ª: 1950, 2ª: 1954, 3ª: 1958, 4ª: 1962, 5ª: 1966, 6ª: 1970, 7ª: 1974, 8ª: 1977, 9ª: 1980, 10ª: 1983, 11ª: 1987, 12ª: 1991, 13ª: 1994, 14ª: 1998, 15ª: 2002, 16ª: 2005, 17ª: 2008, 18ª: 2011, 19ª: 2015.